# Georgeta Gabor
Georgeta Gabor född den 10 januari 1962 i Oneşti, Rumänien, är en rumänsk gymnast.
Hon tog OS-silver i lagmångkampen i samband med de olympiska gymnastiktävlingarna 1976 i Montréal.

## Etnicitet
Gábor/ Gabor är ett ungerskt namn. Hon är etnisk ungerska